# Eileen Flynn
Eileen Flynn (en irlandès: Eileen Ní Fhloinn; Dublín, 1989 o 1990) és una política irlandesa. D'òrbita independent, ocupa el càrrec de senadora d'ençà del mes de juny del 2020, essent la primera persona originària de la comunitat dels nòmades irlandesos a ocupar aquesta posició.
El 23 de novembre del 2020 Flynn va figurar a la llista de les 100 dones més influents de l'any que publica la BBC anualment.

## Biografia
L'Eileen i la seva germana bessona Sally van néixer a Labre Park, un halting site (una comunitat per a nòmades) ubicat a Ballyfermot, a Dublín. La mare de Flynn va morir de pneumònia als 48 anys, quan l'Eileen i la Sally tenien 10 anys. Per tant, les germanes Flynn van ser lluitadores a l'escola i es rebel·laven contra l'autoritat. No obstant això, l'Eileen valora que els seus professors no es rendissin amb ella i que, malgrat els seus problemes, tant ella com la seva germana es convertissin en les primeres persones provinents de la comunitat Labre Park a completar educació terciària l'any 2008. Flynn va estudiar al Trinity College de Dublín un curs per accedir al Ballyfermot College of Further Education i posteriorment va obtenir un grau a la Universitat de Maynooth, i un Bachelor of Arts en desenvolupament comunitari.
En acabar els seus estudis, Flynn es va fer activista i es va fer de treballadora comunitària durant una dècada, treballant en grups com l'Irish Traveller Movement (Moviment de Nòmades d'Irlanda), el National Traveller Women’s Forum (Fòrum Nacional de Dones Nòmades) i el Ballyfermot Traveller Action Programme (Programa d'Acció Nòmada de Ballyfermot). També va defensar campanyes sobre l'habitatge, el matrimoni homosexual, el dret a l'abortament i l'antiracisme.

### Carrera política
Flynn es va presentar com a candidata per al Labour Panel en les eleccions al Seanad de 2020, però no va obtenir representació per un marge molt estret de vots. El 28 de juny de 2020, es va convertir en senadora en ser nominada pel taoiseach, i es va convertir en la primera nòmada (Traveller) membre de l'Oireachtas. El centre Pavee Point, l'organització en defensa dels nòmades, va qualificar la seva gesta com "històrica", com també ho va fer el National Women's Council of Ireland (Consell Nacional de Dones d'Irlanda). Flynn va afirmar que els seus objectius al Seanad eren treballar pels "serveis de salut mental, l'atur entre la comunitat nòmada, les oportunitats per les minories i promulgar legislació sobre els crims per odi".